# 阿瓦勞
8°38′23″S 179°04′29″E / 8.6396°S 179.0748°E

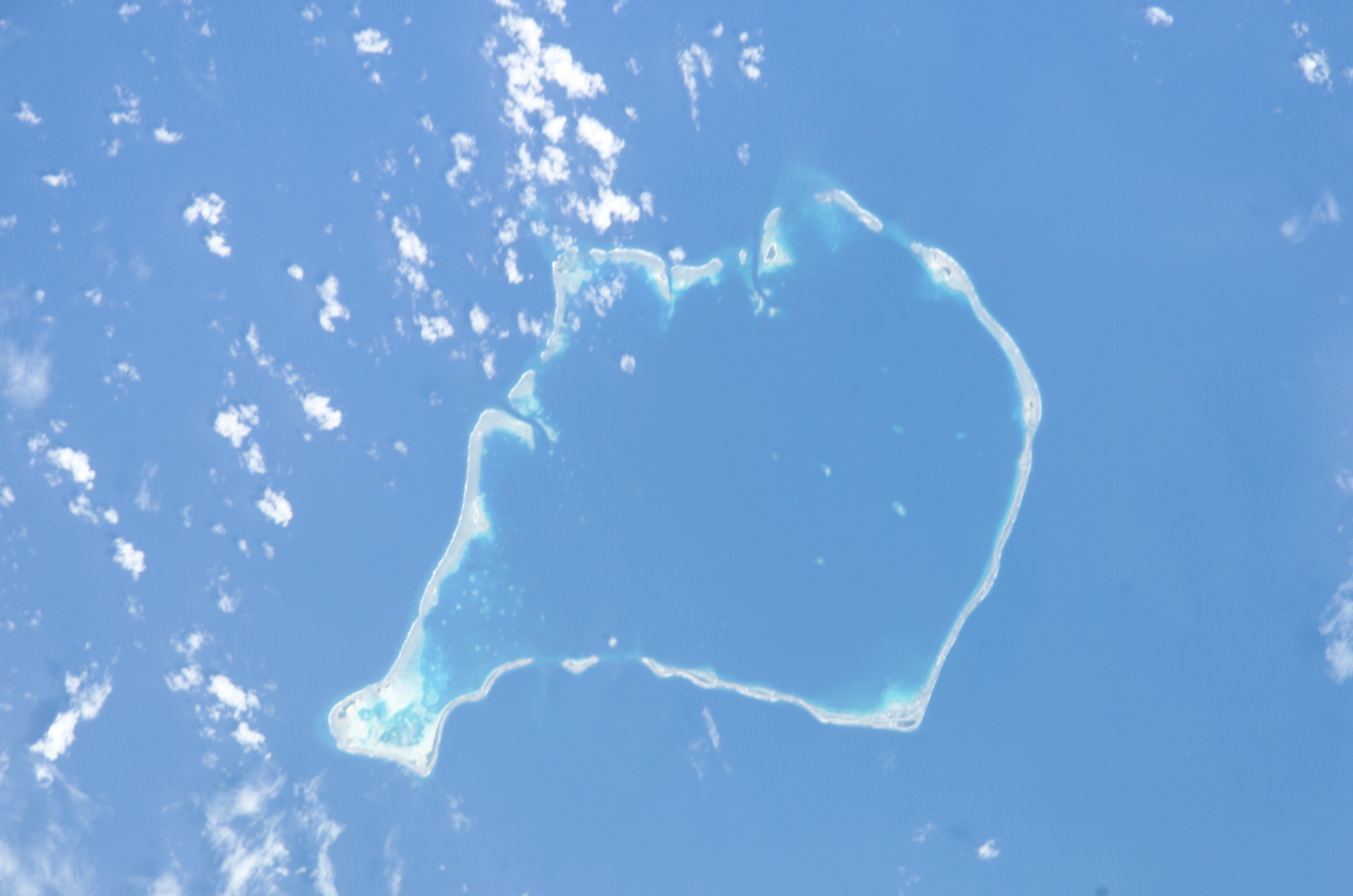
富納富提全圖

阿瓦勞（英語：Avalau Isle）是一個位於吐瓦魯首都富納富提的一座珊瑚礁島嶼。据博物学家查尔斯·赫德利在1896年撰写的日记报告：“这个小岛可能拥有淡水泉”。